# Stabsadjutant
Der Stabsadjutant ist ein Dienstgrad der Schweizer Armee (Abk.: Stabsadj, französisch Adjudant d’état-major, adj EM, italienisch Aiutante di stato maggiore, aiut SM). Der Dienstgrad wurde am 1. Januar 1996 mit dem neuen Militärgesetz eingeführt.
Der Miliz-Stabsadjutant ist ein Stabsmitarbeiter und Berater des Kommandanten in allen Bereichen die nicht Offiziere betreffen auf Stufe Bataillon/Abteilung und zugleich Fachvorgesetzter
der Adjutant Unteroffiziere und der Hauptfeldweibel. Er ist als höchstrangiger Unteroffizier auch Fähnrich des Bataillons bzw. der Abteilung. Den Vorschlag zum Stabsadjutant kann ein Hauptfeldweibel oder Adjutant Unteroffizier nur erhalten, sofern er mindestens 3 Wiederholungskurse in seiner Funktion geleistet und dabei die Fähigkeiten und Leistungen für die für diese Funktion notwendige hohe Qualifikation nachgewiesen hat (Ausnahme bilden die Berufsunteroffiziere, hier sind andere Kriterien für eine Beförderung maßgebend).
Nach Beschreibung der Schweizer Armee muss ein Stabsadjutant ein erfolgreicher, selbstkritischer, anerkannter und innovativer höherer Unteroffizier mit praktischer Ausbildungs- und Führungserfahrung sein, ein Vorbild im Auftreten und Verhalten, mit Durchsetzungsvermögen, fachlich kompetent, didaktisch und methodisch geschickt und mit gutem Einfühlungsvermögen und Sinn für Zusammenarbeit.
Der Berufs-Stabsadjutant hingegen ist eingesetzt als Klassenlehrer in Anwärterschulen (Kaderschulen) oder trägt als Chef Fachausbildung oder Chef eines Fachbereichs erhöhte Fach- und Ausbildungsverantwortung (Führer und Fachvorgesetzter von Berufsunteroffizieren, Zeitunteroffizieren und/oder zivilen Fachlehrern).
Häufig bekleidet er im Haupt- oder Nebenamt eine Funktion als Projekt- oder Teilprojektleiter für die Entwicklung von Lehrgängen, inkl. der Definition und Spezifikation der notwendigen Infrastruktur, Ausbildungsgeräte, Ausbildungsmedien und Ausbildung des Lehrkörpers.
In Auslandseinsätzen wird er als Staff Warrant Officer bezeichnet (SWO). NATO-Rangcode: OR-9.
Das Dienstgradabzeichen besteht aus zwei übereinander stehender Winkel, in der Mitte ein in ein Blattwerk eingefasstes Schweizerkreuz (Ordonnanzkreuz), und darüber nochmals zwei übereinander stehender Winkel.
| Logo der Schweizer Armee | Niedrigerer Grad Adjutant Unteroffizier | Unteroffiziersgrad Stabsadjutant | Höherer Grad Hauptadjutant |
| Einordnung: Mannschaften – Unteroffiziere – Höhere Unteroffiziere – Subalternoffiziere – Hauptleute – Stabsoffiziere – Höhere Stabsoffiziere – Oberbefehlshaber der Armee |                                         |                                  |                            |
| Überblick: Grade der Schweizer Armee |                                         |                                  |                            |